# نيادة
نَيَّادَة (الاسم العلمي: Unio)، جنس حيوانات من ذوات الصدفتين المياه العذبة متوسطة القد، الرخويات المنتمية إلى فصيلة النيادات. تعيش في الأنهار والبحيرات.

## الأنواع
يضم جنس النيادة الأنواع التالية:
- Unio cariei - انقراض [2]
- Unio crassus Philipsson, 1788 (Thick shelled river mussel) - near threatened
- Unio mancus جان باتيست لامارك, 1819
- Unio elongatulus C. Pfeiffer, 1825
- Unio pictorum (كارولوس لينيوس، 1758) (Painter's mussel)
- Unio tumidus (Swollen river mussel)
- Unio turtoni
- Unio valentianus Rossmässler, 1854

## روابط خارجية
- "Unio" . The New Student's Reference Work . 1914. {{استشهاد بموسوعة}}: يحتوي الاستشهاد على وسيط غير معروف وفارغs: |HIDE_PARAMETER10=، |HIDE_PARAMETER4=، |HIDE_PARAMETER2=، |HIDE_PARAMETER11=، |HIDE_PARAMETER13=، |HIDE_PARAMETER8=، |HIDE_PARAMETER9=، |HIDE_PARAMETER5=، |HIDE_PARAMETER1=، |HIDE_PARAMETER3=، |HIDE_PARAMETER7=، |HIDE_PARAMETER6=، و|HIDE_PARAMETER12= (مساعدة)